# Bozoó
Bozoó – gmina w Hiszpanii, w prowincji Burgos, w Kastylii i León, o powierzchni 33,16 km². W 2011 roku gmina liczyła 113 mieszkańców.